# Günter Kollmann
Günter Kollmann (* 1948) ist ein deutscher Unternehmer und Mäzen sowie ein ehemaliger Basketball-Bundesligaspieler. Er ist geschäftsführender Gesellschafter der global tätigen JCK Holding GmbH Textil KG mit Sitz in Quakenbrück (Landkreis Osnabrück).

## Leben
Günter Kollmann ist in Quakenbrück aufgewachsen. Dort schloss er das Artland-Gymnasium, eine der ältesten Schulen in Niedersachsen, urkundlich 1354 erstmals als Lateinschule erwähnt, ab. In Mönchengladbach absolvierte er ein Studium der Textil- und Bekleidungstechnik, das zum Diplom-Ingenieur führte. Nach Abschluss seines Studiums und Beendigung seiner Karriere als Basketball-Bundesligaspieler wurde er unternehmerisch tätig. Mit seiner Familie hat Günter Kollmann seinen Lebensmittelpunkt in der Stadt Quakenbrück.

## JCK Holding
Die JCK Holding GmbH Textil KG (JCK Holding) wurde im Mai 1992 mit Sitz in Quakenbrück als Management- und Beteiligungsholding gegründet.
Günter Kollmann brachte im Zeitpunkt der Gründung, zusammen mit seiner Familie, von ihm seit Anfang der 1970er Jahre gegründete und unter seiner unternehmerischen Verantwortung entwickelte Gesellschaften ein. Die wirtschaftliche Tätigkeit der JCK Holding ist global ausgerichtet, ihre Konzerngesellschaften sind in verschiedenen Wirtschaftszweigen tätig. In den Wirtschaftsjahren 2009 und 2010 wurde jeweils ein Umsatz von mehr als 400 Mio. Euro erlöst, bei einer Steigerung von 52 Mio. Euro im Wirtschaftsjahr 2010 gegenüber dem Vorjahr. Im Geschäftsjahr 2011 betrug der erzielte Umsatz 584 Mio. Euro. Eine der in der Gruppe der Tochtergesellschaften vorhandenen Kernkompetenzen besteht darin, Discounter mit marktfähigen Aktionswaren zu versorgen, die diese unter eigenem Namen verkaufen. Die JCK Holding gilt in diesem Leistungsbereich als die „Nummer eins“ in Deutschland.

## Sportstiftung Kollmann
Günter Kollmann engagiert sich mit der am 11. Februar 2008 gegründeten gemeinnützigen Sportstiftung Kollmann für „die Unterstützung hilfsbedürftiger Kinder sowohl in gemeinnützigen, kirchlichen und öffentlich-rechtlichen Organisationen als auch bedürftiger Familien mit Kindern sowie für die Förderung und Unterstützung der sportlichen Betätigung von Kindern und Jugendlichen“. Nach außen wird die Stiftung von einem Vorstand mit vier Mitgliedern vertreten. Neben den beiden Initiatoren und Stiftern Günter und Johanna Kollmann gehören ihm Julia Kollmann und David Kollmann an.

## Sportliche Karriere

### Nachwuchsspieler in Quakenbrück
Das Spiel mit dem Basketball hatte Günter Kollmann am Artland-Gymnasium, in den 1950er Jahren zusammen mit dem Ernst-Moritz-Arndt-Gymnasium Osnabrück eine von zwei „Keimzellen“ des Basketballsports im Osnabrücker Land, gelernt. Trotz seiner Länge (1,95 Meter) spielte er im Angriff nicht auf der Position fünf, als Center mit dem Rücken zum Korb. Er war ein exzellenter Distanzwerfer, der wegen seiner enormen Sprungstärke kaum zu verteidigen war, und guter Rebounder, von außen in den Raum kommend, um den freien Ball auf Ringniveau zu sichern, in Verteidigung und Angriff.
Als A-Jugendspieler des Quakenbrücker TSV (QTSV) wurde Günter Kollmann vom damaligen Basketball-Bundestrainer Yakovos Bilek zu Lehrgängen eingeladen, die der Förderung und Sichtung des männlichen Basketballnachwuchses im Bereich des DBB galten. Der damalige Trainer des Niedersächsischen Basketballverbandes, Felix Szöllösy aus Braunschweig, berief Günter Kollmann 1966 in den Kader der Jugendauswahl des Niedersächsischen Basketballverbandes (NBV). Zusammen mit drei weiteren A-Jugendspielern aus dem Basketballbezirk Osnabrück, Günter Miemitz, Osnabrücker TC, sowie Egon Homm und Karl Vennegeerts, beide vom VfL Osnabrück, gewann die niedersächsische Jugendauswahl im Jahr 1966 den Deutschen Jugend-Pokal des Deutschen Basketball Bundes (DBB). An dem Turnier nahmen zwölf Verbandsauswahlen teil. Die vier Spieler aus dem Osnabrücker Land erzielten im Endspiel gegen Hessen (68:61) zusammen 48 Punkte. In den Turnierspielen und besonders im Endspiel war Kollmann einer der leistungsstärksten und wegen seiner enormen Sprungkraft auch einer der auffälligsten Jugendspieler auf dem Parkett. Im Jahr 1967 gehörte Günter Kollmann zu der A-Jugendmannschaft des QTSV, die Niedersachsenmeister wurde und im Anschluss daran Rang zwei der A-Jugendmeisterschaft im Bereich der Regionalliga Nord erreichte.

### Basketball-Bundesliga
In der Saison 1967/1968 gehörte Günter Kollmann als Stammspieler zum Kader des VfL Osnabrück, damals der aktuelle DBB-Pokalsieger. Er war in dieser Spielzeit der jüngste Spieler im VfL-Bundesligateam. VfL-Headcoach war Miloslav Kříž. Kollmann bildete mit Wilfried Böttger (†), Egon Homm, Ingbert Koppermann und Klaus Weinand den Frontcourt. Weitere A-Nationalspieler wie Rolf Dieter und Helmut Uhlig sowie der damalige Star der Basketball-Bundesliga (BBL), Rassem Yahya, gehörten zum VfL-Kader. Kollmann stand in der Osnabrücker Schloßwallhalle mit seinen VfL-Kameraden im Finale um die Deutsche Basketballmeisterschaft 1968. Das Meisterschild erhielten dann die Spieler vom MTV Gießen, aus der Hand des damaligen DBB-Präsidenten Hans-Joachim Höfig.

Im Kader des VfL Osnabrück gab es zur Saison 1968/1969 einen Umbruch. Rolf Dieter, Volkmar Gaber und Eckhard Husemann verließen ihren langjährigen Stammverein. Ebenso Günter Kollmann, er spielte in dieser Saison, bedingt vor allem durch die Wahl seines Studienortes, für einen der damaligen Traditionsclubs des DBB, den ATV Düsseldorf. Dort spielte er unter anderem mit dem A-Nationalspieler Uli Herbst zusammen, mit 2,13 Meter Körpergröße damals der längste Center in der Basketball-Bundesliga. Trainer des ATV-Teams war in dieser Bundesligasaison Günter Hagedorn.

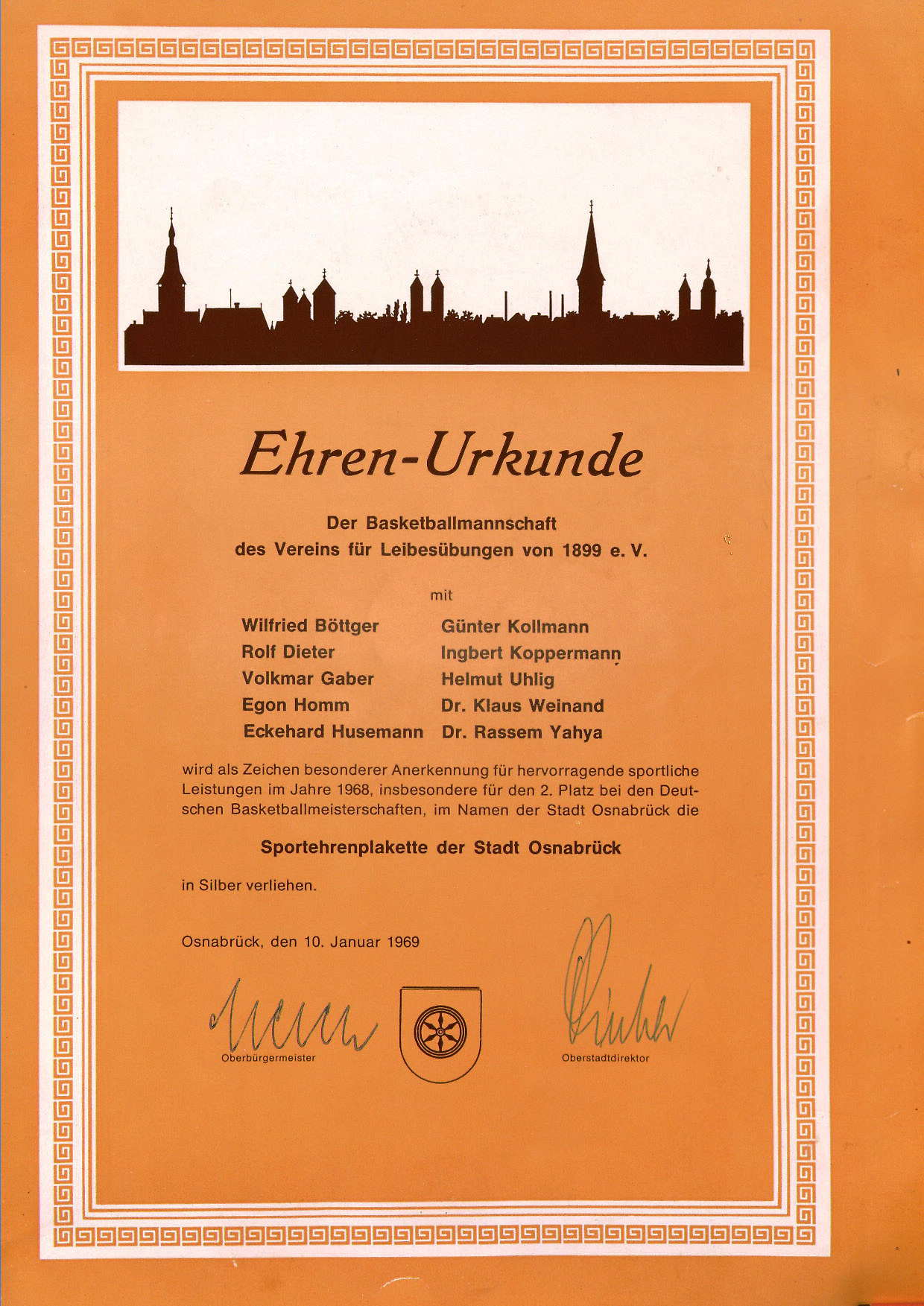
Sportehrenplakette der Stadt Osnabrück in Silber, an die VfL-Basketballspieler im Januar 1969 verliehen

In seiner dritten und vierten Erstligaspielzeit spielte Günter Kollmann wieder für den VfL Osnabrück. Das niedersächsische Erfolgsteam hatte zuvor seine erfolgreichste Saison gespielt: Deutscher Meister 1969 und DBB-Pokal-Finalteilnehmer. Wilfried „Wiwi“ Böttger und Rassem Yahya, zwei Spieler des VfL-Kernteams, hatten ihre Basketballerkarriere beendet. Die Nationalspieler Eckhard Meyer und Harald Rupp gehörten schon in der „Meisterschaftssaison 1969“ zum VfL-Team. Zugänge waren der 2-Meter-Center Heinz Böttner (vom USC Münster kommend), Peter Garthaus (Hannover 96) und Rainer Tobien (ASV Köln) sowie Karel Baroch. Der Spielmacher aus Prag fungierte als Spielertrainer und Coach. Er spielte vor und nach seinem Engagement in der Friedensstadt Osnabrück für Slavia Prag und in der Nationalmannschaft der damaligen ČSSR. Baroch, während seiner Zeit in Osnabrück Sportlehrer am dortigen Ratsgymnasium, gilt als der erfolgreichste Basketballer, der für den VfL Osnabrück gespielt hat. Auch in dieser Saison konnte das VfL-Team im Finale um den DBB-Pokal, diesmal gegen den TuS 04 Leverkusen, spielen (73:49) und, wie im Vorjahr, Rang zwei belegen.

Kollmann beendete seine Bundesligakarriere zur Saison 1971/1972 nach Abschluss seines Studiums, um sich auf seine berufliche Karriere als Unternehmer zu konzentrieren. Er spielte noch bis 1977/1978 beim QTSV – in dieser Zeit stieg sein Team von der Verbandsliga über die Ober- und die Regionalliga 1975 bis in die Zweite Basketball-Bundesliga auf.

### Europapokalwettbewerbe der FIBA

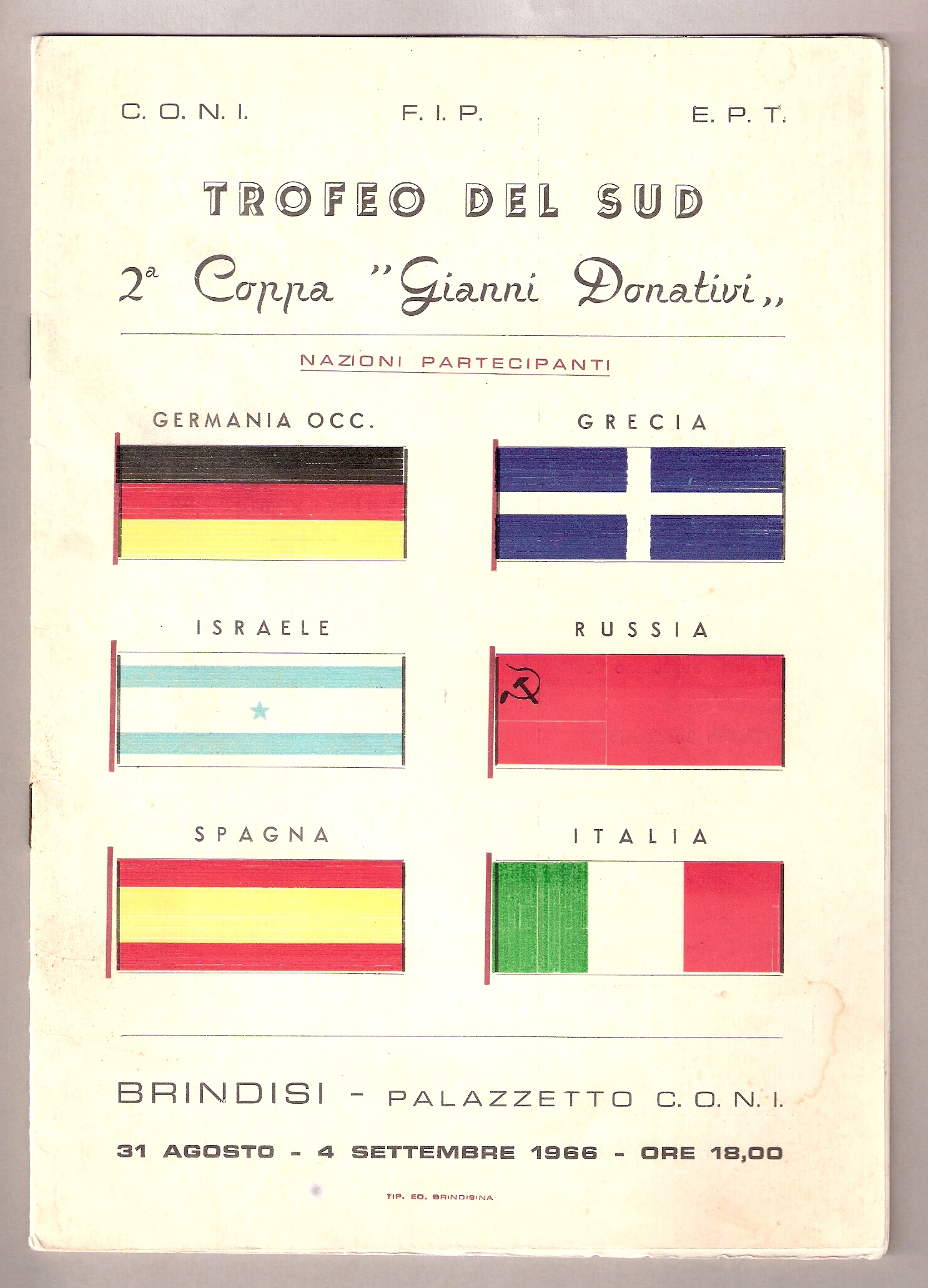
Trofeo del Sud – Coppa „Gianni Donativi“ – 31. August bis 4. September 1966 – Brindisi – Palazzetto C.O.N.I.

• FIBA Basketball-Europapokal der Pokalsieger 1968: Erstmals spielte Günter Kollmann mit dem ersten DBB-Pokalsieger VfL Osnabrück in einem internationalen FIBA-Wettbewerb. Gegner im Basketball-Europapokal der Pokalsieger waren im Dezember 1967 Solna IF Stockholm und Januar 1968 im Achtelfinale Slavia Prag (Das Finale dieses Wettbewerbjahres ist in die Basketballgeschichte eingegangen, als die Spieler von Slavia Prag gegen AEK Athen vor einer Zuschauerkulisse von etwa 80.000 Zuschauern im antiken Athener Olympiastadion von 1896 Rang zwei erreichten [89:82].).

• FIBA Basketball-Europapokal der Landesmeister 1970: In der Spielzeit 1969/1970 spielte Günter Kollmann mit dem Team des VfL Osnabrück in der ersten Runde des Cup-Wettbewerbs, Hin- und Rückspiel im November 1969, gegen Budapisti Honvéd SE (Ungarn).

• FIBA Basketball-Europapokal der Pokalsieger 1971: Weitere internationale Erfahrung konnte Günter Kollmann erneut im FIBA Europapokal der Pokalsieger sammeln. Der Höhepunkt der Saison 1970/1971 war das Rückspiel gegen den neunmaligen griechischen Landesmeister Panathinaikos Athen (PAO), in Athen. Zu dem Cupspiel im antiken Olympiastadion, im „Kallimarmaro', dem Panathinaikon-Stadion, kamen mehr als 10.000 Zuschauer. Das Cupspiel fand im Freien statt, bei für die VfL-Spieler ungewohntem Flutlicht. Es wurde live im TV übertragen. Den Weg zum antiken Olympiastadion traten die VfL-Spieler mit breitkrempigen schwarzen Hüten, jeweils mit lila-weißem Band, in den Farben des VfL Osnabrück, an, die in der Quakenbrücker Hutmacherei von „JC Kollmann“ speziell für die Reise nach Athen hergestellt worden waren.

### Nationalmannschaften
Günter Kollmann gehörte im Zeitraum von 1966 bis 1970 zu den Kaderspielern des Deutschen Basketball Bundes. Zunächst spielte er in der Jugendnationalmannschaft. Im August 1966 gehörte er, als jüngster Spieler, zum Kader der B-Nationalmannschaft des DBB, die dann eine der längsten Bahnreisen, eine Fahrt von fast dreißig Stunden Dauer, ab Hauptbahnhof Düsseldorf bis in die italienische Hafenstadt Brindisi in Apulien, die je eine DBB-Nationalmannschaft „aushalten“ musste, unternommen hat. Dort spielten die B-Nationalspieler um den „Coppa Gianni Donativi“ der „Trofeo del Sud“, gegen die stärksten U23-Spieler der FIBA-Zone Europa, aus Griechenland, Italien, Israel, Spanien und der UdSSR, von denen einige in den folgenden Jahren den europäischen Basketball dominierten. Zu ihnen gehörte zum Beispiel der damals sechzehnjährige 2,06 Meter große Center Dino Meneghin, eine italienische Basketball-Legende und Mitglied der Naismith Memorial Basketball Hall of Fame. Im Oktober 1968 wurde Günter Kollmann von Anton Kartak, dem damaligen Sportwart des DBB, in den für die Olympischen Sommerspiele 1972 vom Trainerrat des DBB zusammengestellten Spielerkader berufen. Die „Kartak-Liste“ umfasste fünfzig Spieler. Er galt als einer der Perspektivspieler im Olympiakader. Seine Trainer beim DBB waren in der Hauptsache Yakovos Bilek (†), Kurt Siebenhaar (†) und Günter Hagedorn. In der B-Nationalmannschaft spielte Kollmann mit Spielern wie Karl Ampt, Holger Geschwindner, Jochen Pollex, Norbert Thimm und Jürgen Wohlers (bis 1995 Rekordnationalspieler des DBB) zusammen, die 1972 zum Olympiateam des DBB gehörten.

### Erfolge als Basketballer
- 1966 Sieger Deutscher Jugend-Pokal des DBB mit der A-Jugendauswahl des NBV (Niedersächsischer Basketballverband)
- 1967 Niedersachsenmeister mit der A-Jugendmannschaft des QTSV
- Deutscher Basketball-Vizemeister 1968, mit dem Team des VfL Osnabrück
- Finalteilnehmer DBB-Pokal 1970, mit dem Team des VfL Osnabrück

## Förderer des Basketballs in Quakenbrück

### Quakenbrücker TSV
Günter Kollmann blieb während und nach seiner Zugehörigkeit zu den Erstligateams in Osnabrück und Düsseldorf dem Quakenbrücker TSV beziehungsweise seinen Quakenbrücker Basketballkameraden im Artland verbunden. Nachdem Günter Kollmann, in Basketballkreisen als „Ice“ Kollmann bekannt, sein Studium in Mönchengladbach abgeschlossen hatte und zur Basketballsaison 1971/1972 seine Karriere als Basketball-Bundesligaspieler wegen der begonnenen unternehmerischen Tätigkeit beendet hatte, begann in Quakenbrück eine Entwicklung, die im Jahr 2003 zur Ausgliederung der Basketball-Bundesligamannschaft in eine neu gegründete Trägergesellschaft führte, deren Hauptaufgabe es ist, die wirtschaftlichen Voraussetzungen für den Trainings- und Spielbetrieb der drei Bundesligateams der Artland Dragons (BBL, NBBL und JBBL), ebenso auf europäischer Ebene, zu sichern.
Günter Kollmann spielte mit seinen Basketballkameraden vom QTSV zunächst in der Verbandsliga West, bereits 1972 gelang der Aufstieg in die Oberliga, es folgte 1973 der Aufstieg in die 1. Regionalliga Nord. 1975 gelang der Aufstieg in die Zweite Basketball-Bundesliga. Trainer im Zeitpunkt des Bundesligaaufstiegs war der frühere Mannschaftskamerad von Kollmann und Teilnehmer an den Olympischen Sommerspielen 1972 Helmut Uhlig. Ein erster Meilenstein in Richtung Professionalisierung des Basketballsports in Quakenbrück war die Verpflichtung des US-amerikanischen NCAA-Collegespielers John Anderson, der in Quakenbrück stets als „unvergessen“ gilt. Drei Spielzeiten konnte Günter Kollmann, zuletzt in der Spielzeit 1977/1978, in der Zweiten Basketball-Bundesliga auf das Parkett gehen, bei Heimspielen mangels einer geeigneten Sporthalle aber nie in Quakenbrück. Für die Männermannschaft des QTSV folgten nach dem Abstieg aus der Zweiten Basketball-Bundesliga bis zum Aufstieg in die Erste Basketball-Bundesliga, im Jahr 2003, fünfundzwanzig Spielzeiten in den führenden Ligen des DBB beziehungsweise, nach der Wiedervereinigung, des deutschen Basketballsports, mit wechselndem Erfolg. Zahlreiche Spieler und Trainer, häufig mit Erfahrungen im internationalen Basketballsport, wurden nach Quakenbrück geholt. Einer der prominentesten unter ihnen war in den 1970er Jahren der US-amerikanische Collegespieler und deutsche A-Nationalspieler Joachim Linnemann, wie Helmut Uhlig Teilnehmer an den Olympischen Sommerspielen 1972.
In diesem langen Zeitraum ließ das Interesse von Günter Kollmann an Training und Spiel der QTSV-Basketballer nie nach, er war immer wieder an der Linie in der Halle zu sehen. Er förderte, zusammen mit seiner Familie, und unterstützte, wo er konnte. Selbst Dirk Nowitzki trat 1998, in seiner Zeit als gedrafteter NBA Player, mit TSK Würzburg, im DBB-Pokal, gegen den QTSV an. Das Ziel, eine Quakenbrücker Basketball-Mannschaft in der Ersten Basketball-Bundesliga spielen zu sehen, hat Kollmann nie aus den Augen verloren. In diesen fünfundzwanzig Jahren nahm aber die Einsicht bei ihm zu, dass Erfolg im Spitzensport vor allem eine sehr breit angelegte, systematische Förderung von Kindern und Jugendlichen zwingend bedingt. Günther Kollmann gilt als der Initiator der enormen Begeisterung für den Basketballsport im Artland, die weit in das Osnabrücker Land hinein ausstrahlt. Die Mäzene, Johanna und Günter Kollmann, legten deshalb seit langem immer besonderen Wert auf die zielgerichte Förderung von Kindern und Jugendlichen, besonders im Bereich des Schulsports und im Quakenbrücker TSV. Das Konzept umfasst dabei für die jungen Basketballer die Optionen von Freizeit- beziehungsweise Breitensportaktivitäten oder die Ausbildung zum Wettkampfsportler im Ligaspielbetrieb des Basketballsports auf allen Leistungsebenen. Die von Günter Kollmann und seiner Ehefrau Johanna im Artland initiierte Entwicklung und die daraus entstandene „Basketballbegeisterung“ in der Bürgerschaft des Artlandes, hat dazu geführt, dass ebenfalls die Ausbildung von Mädchen zu Basketballerinnen mit einer sehr hohen Aufmerksamkeit gefördert wird. Der QTSV ist mit seiner leistungsstärksten Frauenmannschaft, den TSV Quakenbrück Dragons, in der Zweiten Damen-Basketball-Bundesliga vertreten. Im Zeitpunkt Ende 2012 gehörten insgesamt etwa 450 beim DBB gemeldete Spieler zur Basketballabteilung des QTSV. Zu den Ligawettkämpfen des DBB beziehungsweise der BBL konnten zu Beginn der Spielzeit 2012/2013 insgesamt dreiundzwanzig Mannschaften des QTSV und der Artland Dragons (drei Teams) gemeldet werden. Die Quakenbrücker Basketballabteilung gehört zu den fünf mitgliederstärksten Basketballabteilungen in Deutschland. Die positive Entwicklung konnte nur stattfinden, weil zahlreiche Basketballer aktiv im QTSV mitgearbeitet haben – als Trainer, als Betreuer, als Schiedsrichter, als Kampfrichter, als Helfer bei den „kleinsten Dingen“ im Zusammenhang mit einer Trainingseinheit oder eines Spieltages et cetera. Seit 2003 beziehungsweise 2006 verfügt die Stadt Quakenbrück über zwei Sporthallen, die Artland-Arena (Multifunktionshalle) und die Artland Sporthalle (Schulport- und Trainingshalle), die von den Basketballer genutzt werden können.

### Artland Dragons
In das operative Liga- und Teammanagement der Trägergesellschaft der Artland Dragons (AG Osnabrück HRB 21091, seit August 2003 eingetragen), die für den Trainings- und Bundesligaspielbetrieb von drei Teams ‒ in der BBL sowie die ebenfalls männlichen Young Dragons Teams in der NBBL und JBBL ‒ ist Günter Kollmann nicht eingebunden und trägt direkt beziehungsweise unmittelbar dafür keine Verantwortung. Von Seiten der Artland Dragons und der Familie Kollmann wird nicht kommuniziert, wie die besondere Expertise des ehemaligen Basketball-Bundesliga- und Europapokalspielers vom wirtschaftlichen Träger der Artland Dragons genutzt wird. Bekannt ist, dass Günter Kollmann am 31. Dezember 2009 Geschäftsführer einer Beteiligungsgesellschaft (AG Osnabrück HRA 7098) mit Sitz in Quakenbrück war, die Alleingesellschafterin der Trägergesellschaft der Artland Dragons ist oder die Anteile, zusammen mit anderen Gesellschaftern, an ihr hält. In den verschiedenen, offiziellen Listen der Sponsoren der Artland Dragons wird Günter Kollmann selbst oder seine Familie nicht als einer der Sponsoren genannt. Haupt- und Trikotsponsor des BBL-Clubs ist, neben einer Gruppe von weiteren Sponsoren und Werbepartnern, der Freizeit- und Sportbekleidungshersteller Medico in Albstadt, ein Konzernunternehmen der Quakenbrücker JCK Holding.